# Рижов Микола Олександрович
Мико́ла Олекса́ндрович Рижо́в — старший солдат Збройних сил України, учасник російсько-української війни.

## Нагороди та вшанування
- Указом Президента України № 742/2019 від 10 жовтня 2019 року за «особисту мужність і самовіддані дії, виявлені у захисті державного суверенітету та територіальної цілісності України» нагороджений орденом «За мужність» III ступеня[1].